# Oakdale (wieś)
Oakdale – wieś w Stanach Zjednoczonych, w stanie Wisconsin, w hrabstwie Monroe.